# Lainie Kazan

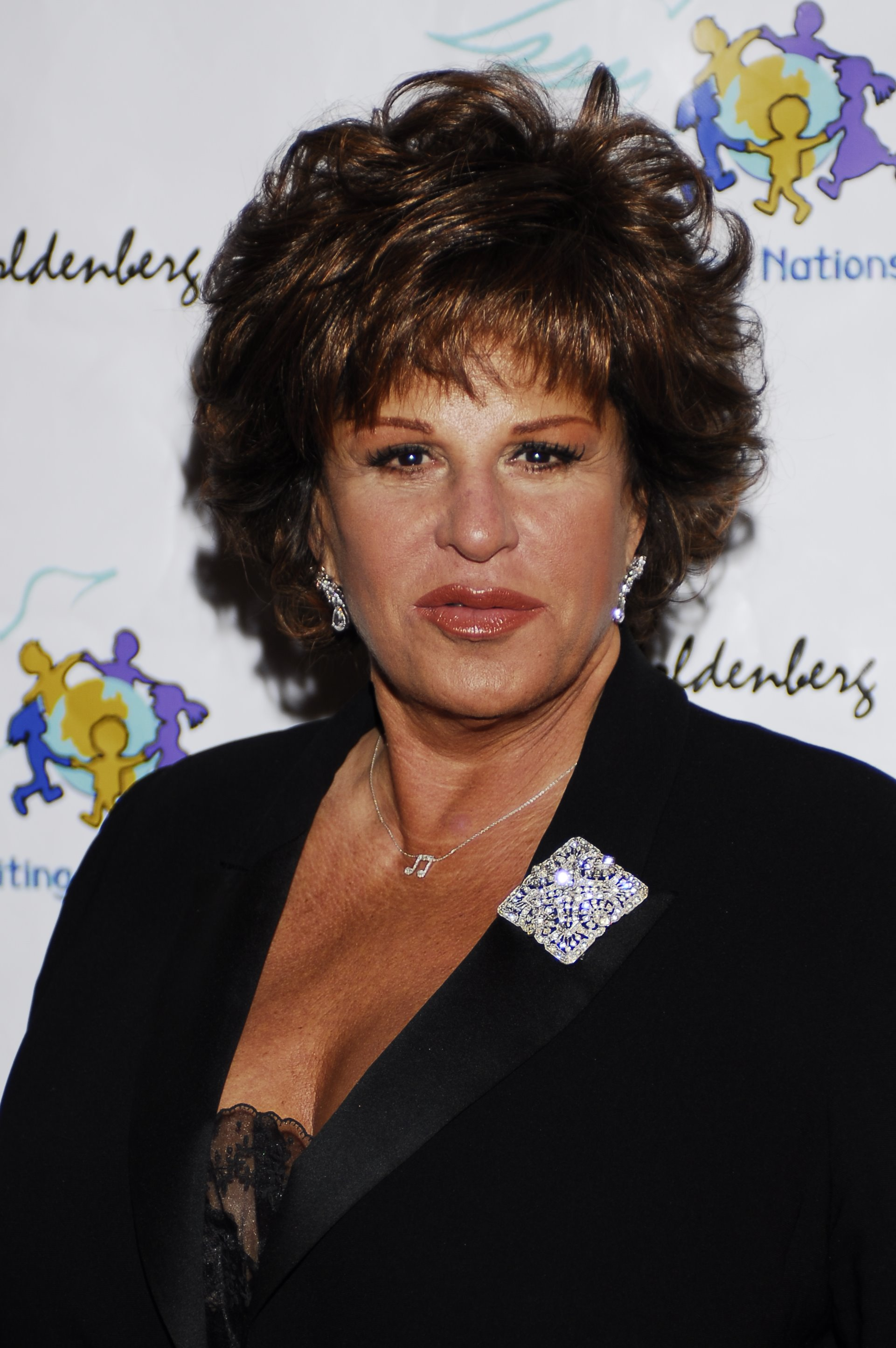
Lainie Kazan im Jahr 2007

Lainie Kazan (* 15. Mai 1940 in New York City; gebürtig Lainie Levine) ist eine US-amerikanische Schauspielerin und Sängerin.

## Leben und Leistungen
Kazan hat spanische, russische und jüdische Vorfahren. Sie debütierte in einer Folge der Fernsehserie Wagen 54, bitte melden aus dem Jahr 1962. In der zweiten Hälfte der 1960er Jahre nahm sie zudem vier Musikalben für das Plattenlabel MGM Records auf, auf denen sie unter anderem Songs von Burt Bacharach und Hal David sang. Im Kriminalfilm Dayton's Devils (1968) spielte sie neben Leslie Nielsen eine der größeren Rollen. Im Abenteuerdrama Ein Kerl zum Pferdestehlen (1971) trat sie neben Yul Brynner und Jane Birkin auf. Nach einigen Rollen in Fernsehfilmen spielte sie im Filmdrama Einer mit Herz (1982) von Francis Ford Coppola an der Seite von Raúl Juliá und Nastassja Kinski.
In der Komödie Ein Draufgänger in New York (1982) spielte Kazan an der Seite von Peter O’Toole. Für diese Rolle wurde sie im Jahr 1983 für den Golden Globe Award nominiert. In den Jahren 1985 und 1986 war sie in der Fernsehserie The Paper Chase zu sehen, wofür sie 1987 für den CableACE Award nominiert wurde. Ihre Auftritte in der Fernsehserie Chefarzt Dr. Westphall in den Jahren 1987 und 1988 brachten ihr 1988 eine Nominierung für den Emmy. Sie trat im Musical My Favorite Year anhand der früheren Komödie auf, wofür sie im Jahr 1993 für den Tony Award nominiert wurde.
Im deutschsprachigen Raum ist sie auch in der Rolle als "Tante Freida" in der Serie Die Nanny bekannt.
Ihre Rolle in der Komödie My Big Fat Greek Wedding – Hochzeit auf griechisch (2002) brachte Kazan 2003 eine Nominierung für den Golden Satellite Award und – gemeinsam mit einigen anderen Darstellern – für den Screen Actors Guild Award. In der Komödie Liebe mit Risiko – Gigli (2003) trat sie an der Seite von Ben Affleck und Jennifer Lopez auf; für diese Rolle wurde sie 2004 für die Goldene Himbeere nominiert. In der 9. Staffel der Serie King of Queens spielte sie im Jahre 2007 in zwei Episoden die Rolle der Sängerin Ava St. Clair. In der Actionkomödie Leg dich nicht mit Zohan an (2008) spielte sie an der Seite von Adam Sandler.
In der 7. Staffel von der Serie Desperate Housewives war Kazan in einer Nebenrolle zu sehen. Sie verkörperte Susans (Teri Hatcher) Vermieterin Maxine Rosen, welche eine Erotik-Website betreibt.
2017 beteiligte sie sich an dem internationalen Projekt Transitraum Else der Else-Lasker-Schüler-Gesellschaft unter der Regie von Andreas Schäfer.
Kazan heiratete im Jahr 1971 Peter Daniels, von dem sie seit 1976 geschieden ist. Sie hat eine Tochter.

## Filmografie (Auswahl)
- 1962: Wagen 54, bitte melden (Car 54, Where Are You?; Fernsehserie, 1 Folge)
- 1968: Dayton’s Devils
- 1968: Die Lady in Zement (The Lady in Cement)
- 1971: Ein Kerl zum Pferdestehlen (Romance of a Horsethief)
- 1974: Polizeiarzt Simon Lark (Police Surgeon, Fernsehserie, 1 Folge)
- 1978: Columbo: Mord in eigener Regie (Make Me a Perfect Murder, Fernsehreihe)
- 1982: Einer mit Herz (One from the Heart)
- 1982: Ein Draufgänger in New York (My Favorite Year)
- 1985–1986: The Paper Chase (Fernsehserie, 17 Folgen)
- 1986: Delta Force
- 1986: Geier, Geld und goldene Eier (Lust in the Dust)
- 1987: Bigfoot und die Hendersons (Harry and the Hendersons)
- 1987–1988: Chefarzt Dr. Westphall (St. Elsewhere, Fernsehserie, 3 Folgen)
- 1988: Freundinnen (Beaches)
- 1994: Mord ist ihr Hobby (Fernsehserie, S11F08)
- 1995–1999: Die Nanny (Fernsehserie, 4 Folgen)
- 1996: Wer ist Mr. Cutty? (The Associate)
- 1996: Liebe und andere … (Love Is All There Is)
- 1998: The Big Hit
- 2000: What’s Cooking?
- 2002: My Big Fat Greek Wedding – Hochzeit auf griechisch (My Big Fat Greek Wedding)
- 2003: Liebe mit Risiko – Gigli (Gigli)
- 2003: My Big Fat Greek Life (Fernsehserie, 7 Folgen)
- 2005: Whiskey School
- 2007: King of Queens (The King of Queens, Fernsehserie, 2 Folgen)
- 2008: Leg dich nicht mit Zohan an (You Don’t Mess with the Zohan)
- 2008: Boston Legal (Fernsehserie, 1 Folge)
- 2009: Oy Vey! My Son Is Gay!!
- 2010: Desperate Housewives (Fernsehserie, 5 Folgen)
- 2013: Modern Family (Fernsehserie, 1 Folge)
- 2015: Pixels
- 2016: My Big Fat Greek Wedding 2
- 2018: The Amityville Murders
- 2018: Fuller House (Fernsehserie, 1 Folge)
- 2019: Amityville Horror: Wie alles begann[3]
- 2023: My Big Fat Greek Wedding – Familientreffen (My Big Fat Greek Wedding 3)

## Diskografie
- Lainie Kazan (1966) SE-4385 MGM Records
- Right Now (1966) SE-4340 MGM Records (mit Klappentext von Dean Martin)
- Love Is Lainie (1967) SE-4496 MGM Records
- The Love Album (1967) SE 4451 MGM Records
- The Best of Lainie Kazan (1969) SE-4631 MGM Records
- In the Groove (1998) 65168 Musicmasters